# Малагские горы
Малагские горы (исп. Montes de Málaga) — горная цепь, расположенная приблизительно в пяти километрах к северу от города Малаги, Испания.
Это цепь низких и высоких гор, идущих параллельно средиземноморскому побережью и поднимающихся с высоты 80 м над уровнем моря до 1032 м высоты вершины Креста-де-ла-Рейна. Помимо Средиземного моря на юге граничит с Малагской котловиной. На западе окаймляет комарку Байе-дель-Гуадальорсе и на востоке Ахаркию. На севере Перианский коридор отделяет Малагские горы от Кордильеры-Антекераны.
Среди Малагских гор протекает река Гуадальмедина, которая на протяжении веков неоднократно выходила из берегов.
В июле 1989 года парламент Андалусии принял закон об образовании природного заповедника Монтес-де-Малага. Заповедник имеет площадь около 5000 га и расположен в основном в муниципальных пределах Малаги и частью в Касабермехе и Колменаре. Добраться в заповедник можно по трассе A-7000, известной также как Карретера-де-лос-Монтес (Горная дорога).
Природная зона была создана, чтобы избежать наводнений в Малаге. Работы начались 13 сентября 1930 года и продолжались до 50-х гг. Засеивание производилось в основном семенами Алеппской сосны.
Существует несколько маршрутов, на которых можно восхищаться красотой Малагских гор. Имеется два участка, где можно расположиться лагерем — в парке де-Торрихос со входом через Фуэнте-де-ла-Рейна («Источник королевы») и в Эль-Серрадо. Наиболее значимые из туристических троп — Эль-де-Пикапедрерос, Эль-Серрадо, Лас-Контадорас, Покопан и Торрихос.

## Флора

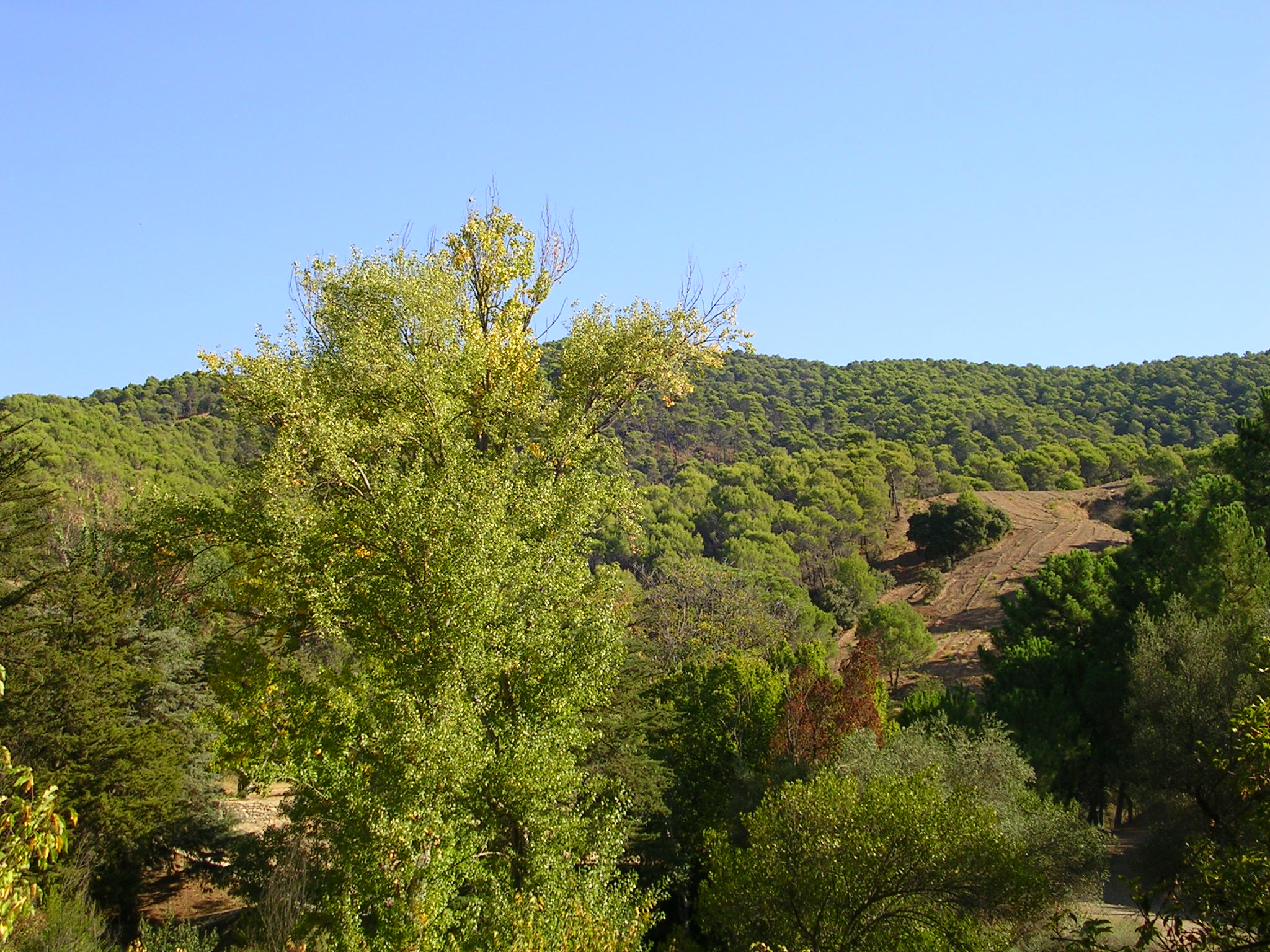
Малагские горы

Происхождение большей части древесной растительности, которая покрывает Малагские горы, лежит в лесовосстановлении, проводившемся начиная с 30-х гг. с целью уберечь Малагу от больших наводнений, от которых город страдал из-за разливов реки Гуадальмедина.
Для новых лесных насаждений использовались такие виды, как сосна пиния, сосна приморская и, прежде всего, сосна алеппская. Этот последний вид прекрасно адаптируется к бедным и эродированным почвам, вызывая меньшее их окисление, чем другие виды сосны.
После того как лесное покрытие было восстановлено, начинает бурно развиваться автохтонная средиземноморская растительность, которая произрастала здесь несколько веков назад и которая по причине расширения зоны культивирования виноградников, а также оливковых и миндальных рощ, была отодвинута на второй план.
Поэтому на сегодняшний день мы можем наблюдать настоящее естественное восстановление дуба каменного, дуба пробкового (вид менее теплолюбивый и требующий больше влаги, чем Каменный дуб, но который пытается вытеснить его с кремниевой почвы, когда этому благоприятствуют условия температуры и влажности) и дуба португальского. Кроме упомянутых видов встречаются также каштан, грецкий орех, тополь, ясень, земляничное дерево, мирт, рожковое дерево, различные виды ладанника, эрики, яснотковых, хамеропса, дрока, тимьяна, розмарина, спаржи и др.
В зонах наиболее свободных от сосен развиваются типичные средиземноморские кустарниковые заросли с устойчивыми к засухам видами, такими как Calicotome villosa, улекс мелкоцветковый, жостер вечнозелёный и ракитник. В тени этих зарослей или под сенью сосновых деревьев могут произрастать дуб кермесовый, волчеягодник книдийский, можжевельник и эрика древовидная и в наиболее влажных зонах растёт канарский дуб.

## Фауна

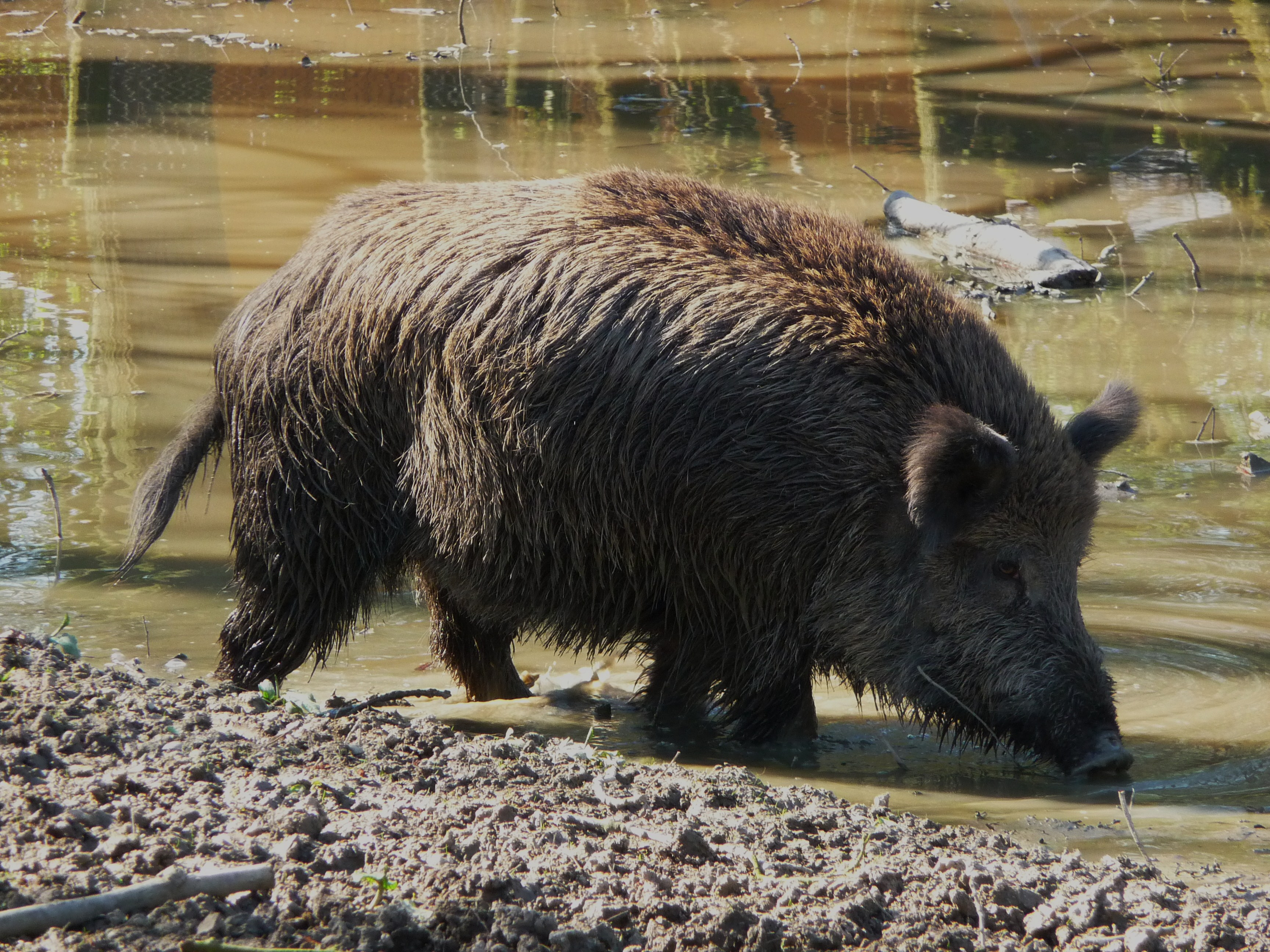
Взрослый кабан на водопое

Большая часть фауны Малагских гор ночного образа жизни. Самое крупное животное — кабан, чьи «ванны» наводняют зоны пешеходного туризма в сезон дождей. Одно из самых распространённых млекопитающих — рыжая лисица, которая часто встречается в зоне Лагар-де-Торрихос, где она рыщет по ночам в поисках птиц, яиц, рептилий и мелких млекопитающих, как, например, полевая мышь. Также в зонах близких к Лас-Контадорас обитают светляки и дикие коты.
Другие млекопитающие, такие как куница, нелюдимы и обитают в изолированных, практически недоступных зонах. В сосновых насаждениях можно наблюдать белок, дятлов, которые активны днём. Большую часть года над Малагскими горами летает множество птиц и мелких млекопитающих, таких как летучие мыши, воробьи, горлицы, ласточки и различные виды хищных птиц.
Внизу на земле водятся мелкие рептилии: иберийская ящерка, глазчатая ящерица, андалусская ящерка и стенной геккон, имеющие цветную кожу, предназначенную для маскировки от возможных хищников.
Также это зона обитания хамелеона, животного занесённого в Красную книгу. Наибольшей угрозой для него являются автомобили, которые наезжают на пересекающих дорогу хамелеонов. В последние годы благодаря Службе охраны природы и различным программам по разведению хамелеоны были сконцентрированы в зонах отдалённых от мест жизнедеятельности человека, где им ничего не угрожает.

## Туристические тропы
В природном заповеднике «Мо́нтес-де-Ма́лага» находятся 5 туристических троп, обозначенных Советом по окружающей среде Хунты Андалусии.
- Тропа 1. Покопа́н
- Тропа 2. Торри́хос
- Тропа 3. Контадо́рас
- Эль-Серра́до
- Пикапедре́рос